# Faiões
Faiões ist eine Gemeinde (Freguesia) im portugiesischen Kreis Chaves. In ihr leben 831 Einwohner (Stand 19. April 2021).